# Vranci
Vranci (en cyrillique : Вранци) est un village de Bosnie-Herzégovine. Il est situé dans la municipalité de Kreševo, dans le canton de Bosnie centrale et dans la fédération de Bosnie-et-Herzégovine. Selon les premiers résultats du recensement bosnien de 2013, il compte 74 habitants.

## Histoire
Dans le village se trouve deux monuments inscrits sur la liste des monuments nationaux de Bosnie-Herzégovine : un pont, appelé le « pont romain », dont l'origine remonte peut-être à l'Antiquité mais qui, dans son état actuel, date de la période ottomane de l'histoire du pays, et un ensemble de sept maisons de mineurs et de forgerons dont l'origine remonte au Moyen Âge.

## Démographie

### Évolution historique de la population
| 1948 | 1953 | 1961 | 1971 | 1981 | 1991 | 2013 |
| ---- | ---- | ---- | ---- | ---- | ---- | ---- |
| -    | -    | 207  | 178  | 152  | 97   | 74   |

|  |